# Mazzo di Valtellina
Mazzo di Valtellina é uma comuna italiana da região da Lombardia, província de Sondrio, com cerca de 1.045 habitantes. Estende-se por uma área de 15 km², tendo uma densidade populacional de 70 hab/km². Faz fronteira com Grosotto, Monno (BS), Tovo di Sant'Agata, Vervio.

## Demografia
| Variação demográfica do município entre 1861 e 2011                               |
|                                                                                   |
| Fonte: Istituto Nazionale di Statistica (ISTAT) - Elaboração gráfica da Wikipedia |